# Municipio de Kellogg (Dakota del Sur)
El municipio de Kellogg (en inglés: Kellogg Township) es un municipio ubicado en el condado de Beadle en el estado estadounidense de Dakota del Sur. En el año 2010 tenía una población de 59 habitantes y una densidad poblacional de 0,63 personas por km².

## Geografía
El municipio de Kellogg se encuentra ubicado en las coordenadas 44°14′14″N 98°31′34″O / 44.23722, -98.52611. Según la Oficina del Censo de los Estados Unidos, el municipio tiene una superficie total de 93.62 km², de la cual 93,58 km² corresponden a tierra firme y (0,04 %) 0,04 km² es agua.

## Demografía
Según el censo de 2010, había 59 personas residiendo en el municipio de Kellogg. La densidad de población era de 0,63 hab./km². De los 59 habitantes, el municipio de Kellogg estaba compuesto por el 98,31 % blancos y el 1,69 % eran de una mezcla de razas. Del total de la población el 0 % eran hispanos o latinos de cualquier raza.